# Lockheed P-3 Orion

Użytkownicy P-3 Orion

Lockheed P-3 Orion – amerykański morski samolot rozpoznawczy i patrolowy zwalczania okrętów podwodnych, skonstruowany przez firmę Lockheed na bazie samolotu pasażerskiego Lockheed L-188 Electra.

## Historia
W sierpniu 1957 roku dowództwo Marynarki Wojennej Stanów Zjednoczonych ogłosiło przetarg na nowy morski samolot patrolowy dalekiego zasięgu, który miał zastąpić przestarzały Lockheed P-2 Neptune. Głównymi kryteriami wyboru nowego samolotu była większa niż w P-2 Neptune przestrzeń ładunkowa, oraz większy zasięg i długotrwałość lotu maszyny. Kolejnymi kryteriami wyboru był krótki czas opracowania projektu i niskie koszty jednostkowe, które wymusiły na wytwórcach budowę nowej maszyny na bazie istniejących samolotów pasażerskich. Do konkursu przystąpiło cztery wytwórnie lotnicze, z których Lockheed okazał się mieć największe szanse na zwycięstwo, ponieważ jako jedyny zaoferował samolot napędzany sprawdzonymi silnikami turbośmigłowymi Allison T56-A-10W, tymi samymi, które napędzały używany już przez amerykańskie siły zbrojne samolot transportowy Lockheed C-130 Hercules. Zastosowanie ekonomicznego napędu śmigłowego zapewniło odpowiednio duży zasięg maszyny, dużą prędkość przelotową, a także możliwość wykonywania misji na małych pułapach i z niskimi prędkościami. Ponadto doświadczenie firmy Lockheed w konstruowaniu systemów walki z okrętami podwodnymi gwarantowało powodzenie nowego projektu. Poza tym oparcie konstrukcji nowej maszyny na produkowanym seryjnie samolocie pasażerskim L-188 Electra pozwoliło na skrócenie czasu opracowania i redukcji kosztów projektu.
Nowy samolot patrolowy posiadał wiele cech wspólnych z maszyną Electra, poczynając od konstrukcji kadłuba, który dla potrzeb projektu został skrócony o 2,13 metra, co zaowocowało znacznym zmniejszeniem masy. W przestrzeni kadłuba pozostało dość miejsca na instalację systemów walki z okrętami podwodnymi ASW (ang. Anti Submarine Warfare), oraz uzbrojenia na węzłach podskrzydłowych i w komorze bombowej. Doskonały widok z kabiny samolotu Electra jeszcze poprawiono montując zamiast siedmiu okien, pięć większych przezroczystych paneli.
Okna kabiny pasażerskiej zaślepiono pozostawiając tylko cztery wypukłe okienka obserwacyjne. Na końcu kadłuba zainstalowano charakterystyczną osłonę w kształcie żądła mieszczącą detektor anomalii magnetycznych, służący do pomiaru zakłóceń pola magnetycznego Ziemi w miejscach dużej koncentracji metalu, takich jak okręty podwodne.
Pierwszy prototyp samolotu oznaczonego jako YP3V-1 wzbił się w powietrze 19 sierpnia 1958 roku, a wkrótce podjęto decyzję o produkcji siedmiu maszyn serii informacyjnej. Produkcyjne samoloty oznaczone jako P3V-1 dostały w listopadzie 1960 roku oficjalną nazwę kodową Orion.
Wyprodukowano 757 samolotów seryjnych wszystkich wersji w latach 1961-1990, w tym 107 na licencji przez Kawasaki w Japonii. W dalszym ciągu (2017 rok) są one eksploatowane przez 17 państw.

## Wersje samolotówOrion
- P‑3A – pierwsza wersja produkcyjna samolotu Orion, wielokrotnie modyfikowana w celu dostosowania do coraz to nowych standardów uzbrojenia.
  - P‑3A Deltic (Delayed Time Compression) z unowocześnionym systemem zbierania i zapisywania danych z pław hydroakustycznych.
  - P‑3A DIFAR (Directional Frequency Analysis and Recording) z nowocześniejszymi odbiornikami sygnałów z pław hydroakustycznych, systemem obróbki danych i zapisu na taśmach, oraz komputerem centralnym, nowymi wyświetlaczami w kabinie i nowoczesnymi systemami nawigacyjnymi. Łącznie zbudowano 157 maszyn w wersji A.
- P‑3A i P-3B Aerostar – sześć zamówionych przez Aero Union samolotów P-3A Orion i P-3B Orion zmodyfikowanych do celów gaśniczych. Główna modyfikacja maszyny polegała na zamontowaniu zbiornika na środki gaśnicze o pojemności 11350 litrów.
- P‑3A Slick – wersja samolotu dla służb celnych Stanów Zjednoczonych przeznaczona do walki z przemytnikami narkotyków. P-3A Slick jest wyposażony w czujniki podczerwieni i radar obserwujący dolną półsferę służący do wykrywania małych łodzi i samolotów używanych przez przemytników narkotyków.
- P-3ACH – wersja przeznaczona dla marynarki wojennej Chile. Zbudowano cztery maszyny tej wersji, z których jedna została wyposażona w kabinę pasażerską taką jak w Boeingu 747, a pozostałe trzy w urządzenia elektroniczne.
- P‑3AEW&C – zbudowana przez Lockheed wersja wczesnego ostrzegania i nadzoru {Airborne Early Warning & Control), oblatana 14 czerwca 1984 roku i początkowo nazwana Blue Sentinel. Ze względu na brak zainteresowania amerykańskich sił zbrojnych maszyną tego typu, pozostaje na wyposażeniu amerykańskich służb celnych. Obecnie eksploatowane samoloty noszą oznaczenie Hi-Tech Drug Hunter lub P-3 Dome.
- P-3AM – wersja samolotu P-3A Orion zmodernizowana dla brazylijskich sił powietrznych, wyposażony w mocniejsze silniki T56-A-14 i zbudowany przez EADS/CASA zintegrowany system taktyczny FITS (Fully Integrated Tactical System). Inne oznaczenie tej maszyny to P-3BR.
- P‑3B LW i P‑3B HW – druga wersja produkcyjna samolotu Orion budowana w dwóch wersjach P-3B LW (od Light Weight) i P-3B HW (od Heavy Weight). Wersja ciężka HW posiada wzmocnioną konstrukcję i węzły uzbrojenia o większym udźwigu. Tak samo jak poprzednia wersja P-3A także ten wariant był wielokrotnie modyfikowany.
- P-3C – trzecia wersja produkcyjna Oriona wyposażona w nowoczesny centralny komputer pokładowy. Tak jak poprzednie wersje, także P-3C był wielokrotnie modyfikowany w ramach kolejnych programów unowocześniania maszyny.
  - P-3C Update I – wersja z nowocześniejszą awioniką. Zbudowano 31 egzemplarzy.
- P-3C Update II – wersja wyposażona w detektory podczerwieni, system obsługi pław hydroakustycznych i możliwość przenoszenia przeciwokrętowych pocisków rakietowych AGM-84 Harpoon. Zbudowano 44 egzemplarze.
- P-3C Update II.5 – maszyny z bardziej niezawodnymi systemami nawigacyjnymi i telekomunikacyjnymi. Zbudowano 24 egzemplarze.
  - P-3C Update III – wersja z nowym komputerem przetwarzającym sygnały z pław hydroakustycznych i nowocześniejszym pomocniczym zespołem zasilającym APU. Zbudowano 50 egzemplarzy.
  - AP-3C – zmodyfikowana wersja Królewskich Australijskich Sił Powietrznych.
- P-3C AIP – wersja samolotu zbudowana w ramach programu AIP (Anti surface warfare Improvement Program) samolotu do ataków na cele naziemne. Maszyna została wyposażona dodatkowo w systemy ostrzegania przed pociskami rakietowymi i środki obrony przed nimi w postaci wyrzutników pasków folii i flar, nowoczesne systemy nawigacyjne INS z odbiornikiem GPS, komputer misji i urządzenia naprowadzające dla podwieszonego uzbrojenia.
- P-3C CDU – modyfikacje samolotu P-3C z nowoczesnymi systemami radarowymi dla służb celnych tropiących przemytników narkotyków. CDU od Counter Drug Update.
- P-3C CUP – zmodernizowane wersje samolotów P-3C Update II.5 przeznaczone dla Portugalii i Niemiec.
- P-3C UIP – zmodernizowane wersje samolotów P-3C Update III przeznaczone dla Norwegii.
- P-3C Outlaw Hunter – prototypowa maszyna wyposażona w systemy umożliwiające namierzenie celu poza zasięgiem widoczności optycznej. Maszyna była zdolna zlokalizować cel z bardzo dużej odległości, a następnie przesłać dane umożliwiające skuteczny atak przeprowadzony przez inne jednostki. Pierwszy raz użyto samolotów w tej wersji podczas wojny w Zatoce Perskiej, a bazując na doświadczeniach z tych misji rozpoczęto program dalszego rozwoju i modernizacji maszyn OASIS od Over-the-horizon Airborne Sensor Information System – lotniczy system sensorów wykrywających cel poza horyzontem. Maszyny budowane w ramach tego programu oznaczono jako OASIS I, OASIS II i OASIS III, a później włączono do programu AIP.
- P-3F – sześć maszyn będących wersją przejściową pomiędzy P-3B i P-3C dostarczonych do Iranu w latach 70. XX wieku. Miały one możliwość ataku na cele naziemne i podstawowe systemy do walki z okrętami podwodnymi.
- P‑3H and Orion II – płatowiec P-3C wyposażony w skrzydła i silniki proponowanego następcy maszyn typu Orion, Lockheed P-7 i wyposażenie elektroniczne takie jak maszyny programu AIP. Maszyna ta miała być alternatywą dla P-7, którego program budowy został ostatecznie zaniechany, ze względu na cięcia finansowe.
- P‑3J – samoloty przeznaczone dla Japonii. Oznaczenie oficjalne, jednak nigdy nie było używane.
- P-3K – pięć maszyn wersji P-3B dostarczonych do Nowej Zelandii, gdzie zostały zmodyfikowane i przemianowane na P-3K (od Kiwi).
- P-3M – samoloty P-3B przeznaczone dla Hiszpanii zmodernizowane przez EADS/CASA.
- P‑3N – samoloty P-3C Update III przeznaczone dla Norwegii. Maszyny wyposażono w systemy pokładowe takie same jak w P-3C i 30 siedzeń dla pasażerów. Samoloty P-3N są używane do szkolenia, transportu osobistości i ochrony wybrzeża.
- P‑3P – sześć odkupionych od australijskich sił powietrznych przez Portugalię samolotów, przystosowanych do standardu P-3P zgodnie ze specyfikacją obowiązującą w krajach NATO. Większość systemów zainstalowanych na pokładzie jest taka sama jak w maszynach wersji P-3C Update II.5, a pozostałe zostały zamontowane specjalnie dla potrzeb lotnictwa Portugalii. Pierwsza maszyna wersji P-3P została zmodyfikowana przez Lockheed i dostarczona w 1989 roku, a kolejne pięć maszyn przebudowano już w Portugalii w firmie Oficinas Gerais de Material Aeronáutico (OGMA).
- P‑3T – dwie maszyny przeznaczone dla lotnictwa Tajlandii, będące zmodyfikowanymi samolotami w wersji P-3A, wyposażonymi w nowocześniejsze systemy nawigacyjne i awioniczne. Dodano również możliwość wystrzeliwania pocisków Harpoon.
- AP‑3C – osiemnaście maszyn w wersjach P-3C Update II i Update II.5, należących do australijskich sił powietrznych zmodyfikowanych w ramach programu Sea Sentinel, rozpoczętego w 1993 roku. Unowocześnienie maszyn polegało na wymianie systemów komputerowych, nawigacyjnych i komunikacyjnych. Zmniejszono też wagę maszyn o około 1600 kilogramów. Pierwszy samolot zmodyfikowano w Stanach Zjednoczonych a kolejne 17 w australijskiej filii firmy Boeing.
- CP‑3A – planowana odmiana transportowa samolotu, mająca zastąpić maszyny Douglas C-118B Liftmaster. CP-3A bazował na konstrukcji samolotu C-3A i miał posiadać duże drzwi do przestrzeni ładunkowej, wzmocnioną konstrukcję podłogi i inne wyjścia ewakuacyjne. Krótko po podpisaniu kontraktu na dostawę maszyn zmieniono wymagania dotyczące nowego samolotu transportowego, co było skutkiem zamknięcia projektu CP-3A.
- CP‑140 Aurora – kanadyjska wersja samolotu P-3C. Konstrukcja płatowca Aurora była identyczna jak modelu bazowego, jednak ze względu na odmienne wyposażenie jest to kompletnie inna maszyna. CP-140 jest kombinacją płatowca samolotu Orion i wyposażenia elektronicznego samolotu S-3A Viking. Kontrakt na dostarczenie 18 maszyn wersji P-3C przeznaczonych do walki z okrętami podwodnymi został podpisany 27 listopada 1975 roku. Po nadaniu maszynie nazwy Aurora zmieniono także jej oznaczenie na CP-140.
- CP‑140A Arcturus – trzy zamówione przez Kanadę samoloty patrolowe w wersji P-3C przeznaczone do nadzoru łowisk, kontroli środowiska, patroli arktycznych i treningu załóg. Wyposażenie elektroniczne samolotu stanowił tylko radar poszukiwawczy i systemy łączności. Oficjalnie samolot nosił oznaczenie CT-140, które jednak nigdy nie było używane.
- EP‑3B Batrack – dwa samoloty P-3A Orion zmodyfikowane w 1969 roku w celu monitorowania radzieckich radarów i transmisji radiowych. Oba samoloty wykonywały misje na wodach międzynarodowych nasłuchując transmisji radiowych radzieckich okrętów.
- EP‑3E Aries i EP‑3E Deepwell – wprowadzona w 1970 roku wersja, będąca przez wiele lat najważniejszym samolotem nadzoru elektronicznego. Zbudowano 10 egzemplarzy maszyn, z których trzy wyposażono w systemy Aries a pozostałe siedem w systemy Deepwell. Wszystkie środki walki z okrętami podwodnymi zostały zdemontowane, a w ich miejsce zainstalowano elektroniczne systemy monitorujące. Analizatory sygnałów radarowych i inny sprzęt wywiadowczy zainstalowano w gondolach pod i na kadłubie.
- EP-3E ARIES II – trzecia wersja samolotu nadzoru elektronicznego. Pierwszy samolot tego typu został oblatany 11 kwietnia 1990 roku.
- EP‑3J – dwa samoloty wprowadzone do uzbrojenia floty amerykańskiej w 1992 roku. Oznaczenie J jest skrótem słowa jammer. Zadaniem samolotu były misje w charakterze agresora podczas ćwiczeń Marynarki Wojennej Stanów Zjednoczonych i flot krajów NATO. Zainstalowana na pokładzie samolotu specjalistyczna aparatura umożliwiała imitację sygnatury radarowej samolotu Tupolew Tu-95 oznaczonego w kodzie NATO jako Bear. Dodatkowe wyposażenie samolotu stanowiły systemy podsłuchiwania i zakłócania transmisji radiowych, systemy komunikacji satelitarnej, urządzenia zakłócające sygnały radarowe i wyrzutniki pasków folii metalowej również zakłócające radary.
- RP‑3D – samoloty wyposażone w specjalistyczną aparaturę do badania atmosfery i pola magnetycznego Ziemi. Na pokładzie maszyny zainstalowano bardzo dokładne systemy nawigacyjne, zarówno bezwładnościowe jak i satelitarne. W skład aparatury badawczej wchodzi bardzo czuły magnetometr i zegary zapewniające dużą dokładność pomiarów. W komorze uzbrojenia zainstalowano dodatkowy zbiornik paliwa, który zwiększył zasięg i długotrwałość lotu maszyny do 10 103 km i 16 i pół godziny.
- TP‑3A – wersja przeznaczona do szkolenia załóg zbudowana na podstawie samolotu P-3A i wyposażona w awionikę z P-3C Update II.
- TAP-3 – australijska wersja treningowa i transportowa samolotu Orion zbudowana na podstawie samolotu P-3B. Modyfikacja samolotu polegała na wzmocnieniu konstrukcji podłogi umożliwiającej przenoszenie 1600 kilogramów ładunku lub 26 pasażerów.
- UP‑3A – samoloty wersji P-3A przebudowane pod koniec lat 80. XX wieku do roli maszyn transportowych. Modyfikacja polegała na zdemontowaniu urządzeń do walki z okrętami podwodnymi i zamontowaniu siedzeń pasażerskich. W 1994 roku dostarczono 8 samolotów tego typu lotnictwu marynarki wojennej Chile.
- UP‑3B – wycofane ze służby maszyny przebudowane na pasażerskie tak jak UP-3A.
- UP‑3C – opracowany przez firmę Kawasaki samolot szkolno-treningowy dla załóg maszyn EP-3.
- UP-3D – wersja opracowana przez Kawasaki przeznaczona do ćwiczeń morskich w roli analogicznej do amerykańskiego EP-3J.
- UP‑3S – nieoficjalne oznaczenie prototypu maszyny UP-3A.
- UP‑3T – wersja transportowa samolotu P-3A marynarki wojennej Tajlandii.